# Tom Harmon
Thomas Dudley Harmon (Rensselaer, Indiana; 28 de septiembre de 1919- Los Ángeles, California; 15 de marzo de 1990) fue un deportista estadounidense, jugador de fútbol americano universitario, locutor deportivo y el patriarca de una familia de actores estadounidenses.  Como jugador, ganó el Trofeo Heisman  en 1940 y es considerado por algunos como el mejor jugador de fútbol americano en la historia de los Michigan Wolverines.

## Primeros años
Harmon nació en Rensselaer, Indiana, en el condado de Jasper. Era el hijo menor de Louis A. y Rose Marie (Quinn) Harmon, quienes se mudaron de condado de Livingston, Illinois a Rensselaer, Indiana alrededor de 1900. En 1924, cuando Harmon tenía aproximadamente 5 años, su familia se mudó a Gary, Indiana, pero mantuvo conexiones con sus amigos en Rensselaer, Indiana, durante muchos años.
Harmon estudió en la escuela Horace Mann High School en Gary, Indiana, graduándose en 1937. Durante su estadía en Horace Mann High School, Harmon fue un atleta sobresaliente en alrededor de 14 actividades deportivas diferentes. Fue nombrado en dos ocasiones como quarterback All-State, fue capitán del equipo de baloncesto y en su último año ganó las competencias de 100 metros lisos y 200 metros con vallas en las Competencias Estatales Finales celebradas en Indianapolis, Indiana.
Harmon jugó fútbol americano universitario con los Michigan Wolverines de la Universidad de Míchigan de 1938-1940, se graduó en Inglés y Lenguaje, con la esperanza de una futura carrera en la radiodifusión, y ganó el Trofeo Heisman en su último año. Se hizo de un nombre como corredor en la formación "single-wing", y también se destacó como un kicker. Harmon corrió para 2,134 yardas en su carrera en Michigan, completó 100 pases para 1,304 yardas y 16 touchdowns, y anotó 237 puntos. Durante su carrera jugó todos los 60 minutos en 8 ocasiones. también fue miembro del equipo de baloncesto 
universitario de dos años.
En su último partido de fútbol americano (como visitantes en contra de Ohio State), Harmon llevó a los Wolverines a un triunfo por 40-0, anotando tres touchdowns por tierra y dos touchdowns por pases, cuatro puntos extra, interceptando tres pases y promedió 50 yardas en tres punts que realizó. En un despliegue sin precedentes de la deportividad y el aprecio, la afición de Ohio State en Columbus le dio a Harmon una ovación de pie al final del partido. Ningún jugador Wolverine había sido tan honrado, ni antes ni después.
Fue líder de los Estados Unidos en anotaciones en 1939 y 1940 (una hazaña que hasta 2012 sigue siendo inigualable), y fue elegido miembro del Equipo All-American del Fútbol Americano Universitario en ambos años.  Su promedio de puntos por juego de 9,9 se presentó como un récord de la NCAA durante diez temporadas. En 1940, ganó el Trofeo Heisman y el Premio Maxwell, los cuales se entregan al jugador de fútbol americano 
universitario más destacado del año.
Al estar estudiando, fue un miembro activo de la fraternidad Phi Delta Theta. Años más tarde, la dirección nacional de la fraternidad estableció el Premio Harmon-Rice en su honor (el nombre Rice del premio es en honor de Grantland Rice), el cual se entrega cada año a los más destacados atletas Phi Deltade los Estados Unidos. En 2007, Harmon fue clasificó como el lugar 16 en Top 25 de ESPN de los mejores jugadores universitarios en la historia del fútbol americano universitario. Por otra parte, Harmon ocupó el puesto número 5 en la lista "Big Ten Icons", en honor a los mejores atletas en la historia de la Big Ten Conference.

## Draft de la NFL
Harmon fue seleccionado por los Chicago Bears como la primera selección global del Draft de la NFL. En su lugar, optó por jugar con los New York Americans de la liga rival de la NFL, la American Football League. Después de graduarse de la universidad tuvo una breve carrera como actor, interpretándose a sí mismo en la película biográfica Harmon of Michigan. Apareció de vez en cuando en películas de los años cuarenta y cincuenta.

## Segunda Guerra Mundial
Durante la Segunda Guerra Mundial, Tom Harmon se alistó como piloto en el Cuerpo Aéreo del Ejército de los Estados Unidos el 8 de noviembre de 1941. A principios de 1943, Harmon se lanzó en paracaídas sobre la selva de América del Sur cuando su avión voló hacia una tormenta tropical. Ninguno de los otros tripulantes fueron rescatados o sobrevivieron.  Fue objeto de una operación de búsqueda regional masiva una vez que su avión fue reportado como desaparecido. Cuatro días más tarde llegó a la Guayana Neerlandesa. Fue transferido a los aviones de una sola plaza. 
Fue galardonado con el Corazón Púrpura y la Estrella de Plata por sus acciones con el 449º Escuadrón de Combate.  Entre esas acciones su avión derribado en la China ocupada por Japón. Salvó su paracaídas de seda y más tarde fue utilizado como material para el vestido de la boda de su esposa.

## NFL
De 1946 a 1947 Harmon jugó fútbol americano profesionalmente con Los Angeles Rams, pero las lesiones en las piernas que sufrió durante la guerra limitaron su eficacia. Se centró su carrera profesional según lo previsto en ser un presentador de deportes en la radio y la televisión, uno de los primeros atletas para hacer la transición de jugador con el talento en la cámara.  En 1954, Harmon fue consagrado en el Salón de la Fama del Fútbol Americano Universitario.

## Después del retiro profesional
Tom Harmon casó con la actriz Elyse Knox, y gran parte de su familia entró en el mundo del espectáculo.  Él es el padre de la actriz Kristin Nelson, quien a los diecisiete años de edad se casó con el cantante Ricky Nelson, y de la actriz Kelly Harmon.  Su hijo es actor y quarterback retirado de los UCLA, Mark Harmon, quien está casado con la actriz Pam Dawber, y él es el abuelo de la actriz Tracy Nelson  y los gemelos Matthew Nelson y Gunnar Nelson, que llevan a cabo actuaciones musicales dentro de los géneros como el de rock  y la música country en el grupo conocido como Nelson.
Tom Harmon narró la película de 1960 "Una mirada a la grandeza, la historia de Ken Hubbs" ("A Glimpse of Greatness-The Story of Ken Hubbs"), que narra la vida del segunda base de los Chicago Cubs. Durante varios años en la década de 1970, Harmomn fue el portavoz para televisión de la marca Product 19 de la compañía Kellogg. 
Las transmisiones de 10 minutos de Tom Harmon eran un elemento básico de la ABC. Se le veía en el canal de televisión KTLA, de la ciudad de Los Ángeles, y en la década de 1980 manejó las transmisiones jugada por jugada de los partidos de pretemporada de los Oakland Raiders. 
Tom Harmon murió a los 70 años de edad de un ataque al corazón el 15 de marzo de 1990 en Los Ángeles, California.